# Anny Schlemm
Anny Schlemm (* 22. Februar 1929 in Neu-Isenburg) ist eine deutsche Opern- und Operettensängerin mit der Stimmlage Sopran bzw. Mezzosopran.

## Leben
Anny Schlemms Vater, Friedrich Schlemm, war Chorsänger an der Frankfurter Oper. 1941 übersiedelte die Familie wegen eines Engagements des Vaters nach Halle (Saale). Dort erhielt sie die erste Gesangsausbildung. Im Juni 1946 debütierte sie am Landestheater Halle als Bastienne in Mozarts Spieloper Bastien und Bastienne. Zwei Jahre später wurde sie von Ernst Legal an die Berliner Staatsoper und zugleich von Intendant Walter Felsenstein für die Komische Oper Berlin engagiert. In Berlin wurde sie durch Erna Westenberger unterrichtet. 1950/51 gehörte Anny Schlemm dem Opern-Ensemble der Städtischen Bühnen Köln an. Anschließend wurde sie an die Frankfurter Oper verpflichtet und 1963 zur Kammersängerin ernannt.
Anny Schlemms Repertoire reichte von der Saffi bis zur Zerline, von der Rosalinde bis zum Pagen Cherubino, von der Manon bis zur Arabella. Ihre gesangliche und darstellerische Breite führten zu Gastauftritten auf zahlreichen Bühnen weltweit. Sie sang in München, Stuttgart, Hannover, Hamburg, Köln, Moskau, Düsseldorf, Dresden und Wien, ebenso in Amsterdam, Genf, Paris, London, Stockholm, Toronto und San Francisco. Ferner war sie bei den Festspielen von Schwetzingen, Edinburgh und Glyndebourne zu Gast. Von 1978 bis 1985 verkörperte sie alljährlich bei den Bayreuther Festspielen die Mary in Richard Wagners Fliegendem Holländer (wovon die im letztgenannten Jahr entstandene Aufzeichnung der kupferschen Inszenierung Zeugnis gibt).
Einen wichtigen Bestandteil ihres Wirkens bilden auch die Operettenaufnahmen. In den 1950er Jahren machte die Sopranistin im WDR Köln zahlreiche Einspielungen mit dem Dirigenten Franz Marszalek, die nur zum Teil erhalten sind.
Als Anny Schlemm in späteren Jahren ins Mezzo- und Alt-Fach wechselte, sang sie Partien wie die Herodias in Richard Strauss’ Salome, die alte Buryja in Leoš Janáčeks Jenůfa (Premiere am 24. Februar 2002 an der Wiener Staatsoper), Mrs. Quickly in Giuseppe Verdis Falstaff, die alternde Gräfin in Peter Tschaikowskis Pique Dame, sowie die Mutter in Wolfgang Fortners Bluthochzeit. In letztgenannter Oper sang Anny Schlemm in jungen Jahren in einer Stuttgarter Aufführung von 1964 die Partie der Braut, Martha Mödl die der Mutter.
1989 wirkte die Künstlerin u. a. in der Uraufführung von John Cages Europeras 1&2 mit und feierte in über 175 Vorstellungen Erfolge als Klytämnestra in Richard Strauss’ Oper Elektra. Eine ihrer letzten "neuen" Rollen war die der Mama Lucia in Pietro Mascagnis Cavalleria rusticana, die sie in der Saison 2002/2003 an der Frankfurter Oper sang, doch trat sie in der Wiener Staatsoper nach wie vor auch als alte Buryja auf. Zahlreiche Schallplatteneinspielungen runden ihre künstlerische Tätigkeit ab.
Anny Schlemm kann auf eine nahezu sechzigjährige Bühnenpräsenz zurückblicken. In dieser Zeit wandelte sich ihre Stimme vom lyrischen und jugendlich-dramatischen Sopran über das Mezzo-Fach bis zum dramatischen Alt. Insgesamt verkörperte sie im Laufe ihrer Sangeskarriere mehr als 135 Partien.
Zeitweilig war die Künstlerin mit dem Dirigenten Wolfgang Rennert (1922–2012) verheiratet. Aus der Ehe ging der Jazz-Musiker Uli Rennert (1960–2021) hervor. Seit 2007 lebt Anny Schlemm in Graz, bis zu dessen Tod bei ihrem Sohn.

## Ehrungen
Im Jahre 1996 wurde Anny Schlemm anlässlich ihres Gastspiels als Barbaricha in Nikolai Rimski-Korsakows Märchen vom Zaren Saltan zum Ehrenmitglied des Opernhauses Halle ernannt. Außerdem ist die Sängerin Ehrenmitglied der Komischen Oper Berlin (1998) und der Oper Frankfurt (1999).
Im Jahre 2000 erhielt sie für ihre hervorragende Darstellungskunst den Joana-Maria-Gorvin-Preis. Die Stadt Neu-Isenburg ernannte sie zur Ehrenbürgerin. In Neu-Isenburg gibt es einen Verein, der sich mit dem künstlerischen Wirken Anny Schlemms befasst, die Franz Völker Anny Schlemm Gesellschaft e. V. Neu-Isenburg. Die Gesellschaft hat bisher folgende CDs herausgegeben:
- Anny Schlemm – Oper und Operette (Doppel-CD)
- Anny Schlemm – Oper und Operette, Teil 2
- Anny Schlemm – Zum 80. Geburtstag

Im Dezember 2012 hatte die Stadt Neu-Isenburg am Tor von Anny Schlemms früherem Wohnhaus in der Neu-Isenburger Graf-Folke-Bernadotte-Straße 12 ein Messingschild angebracht, das an die Ehrenbürgerin erinnert, das aber mittlerweile wieder entfernt wurde.

## Diskografie (Auswahl)
- Jenůfa (als Jenůfa [1961] und Küsterin bzw. alte Buryja [1973])
- Der fliegende Holländer (als Mary)
- Ein Maskenball (als Oscar)
- Hänsel und Gretel (als Knusperhexe)
- Die verkaufte Braut (als Marie)
- Madame Butterfly (als Cho-Cho-San)
- Die Fledermaus (als Rosalinde)
- Paganini (als Fürstin Anna Elisa)
- Lady Hamilton (als Emily Lyon)
- Gasparone (als Carlotta)
- Die Kaiserin (als Maria Theresia)
- Der letzte Walzer (als Vera Lisaweta)
- Jabuka, oder Das Apfelfest (als Jelka)

## Filmografie
- 1966: Don Giovanni (Theateraufzeichnung)
- 1973: Ritter Blaubart (Studioaufzeichnung)